# シェルディング郡

シェルディング郡
Bezirk Schärding

シェルディング郡（シェルディングぐん、独: Bezirk Schärding）は、オーストリアのオーバーエスターライヒ州にある郡（Bezirk; 行政管区とも訳される）。郡庁所在地はシェルディング。
オーバーエスターライヒ州北西部のイン地方（Innviertel; インフィアテル）に位置する。北東でローアバッハ郡と、南東でグリースキルヒェン郡と、南西でリート・イム・インクライス郡と接する。北から西にかけてはドイツ・バイエルン州との国境となっている。
シェルディング郡には以下の30の市町村（Gemeinde; ゲマインデ）がある。そのうちシェルディングが市（Stadt）に、7つが町（Marktgemeinde; 市場町）に指定されている。
- アルトシュヴェント Altschwendt
- アンドルフ Andorf （町）
- ブルンネンタール Brunnenthal
- ディーアスバッハ Diersbach
- ドルフ・アン・デア・プラム Dorf an der Pram
- エッガーディング Eggerding
- エンゲルハルツツェル・アン・デア・ドナウ Engelhartszell an der Donau （町）
- エンツェンキルヒェン Enzenkirchen
- エステルンベルク Esternberg
- フラインベルク Freinberg
- コプフィング・イム・インクライス Kopfing im Innkreis （町）
- マイヤーホーフ Mayrhof
- ミュンツキルヒェン Münzkirchen （町）
- ラープ Raab （町）
- ラインバッハ・イム・インクライス Rainbach im Innkreis
- リーダウ Riedau （町）
- シャルデンベルク Schardenberg
- シェルディング Schärding （市）
- ジグハルティング Sigharting
- ザンクト・エギディ Sankt Aegidi
- ザンクト・フローリアン・アム・イン Sankt Florian am Inn （町）
- ザンクト・マリーンキルヒェン・バイ・シェルディング Sankt Marienkirchen bei Schärding
- ザンクト・ローマン Sankt Roman
- ザンクト・ヴィリバルト Sankt Willibald
- ズベン Suben
- タウフキルヒェン・アン・デア・プラム Taufkirchen an der Pram
- ヴィヒテンシュタイン Vichtenstein
- ヴァルトキルヒェン・アム・ヴェーゼン Waldkirchen am Wesen
- ヴェルンシュタイン・アム・イン Wernstein am Inn
- ツェル・アン・デア・プラム Zell an der Pram